# コンデナスト・パブリケーションズ

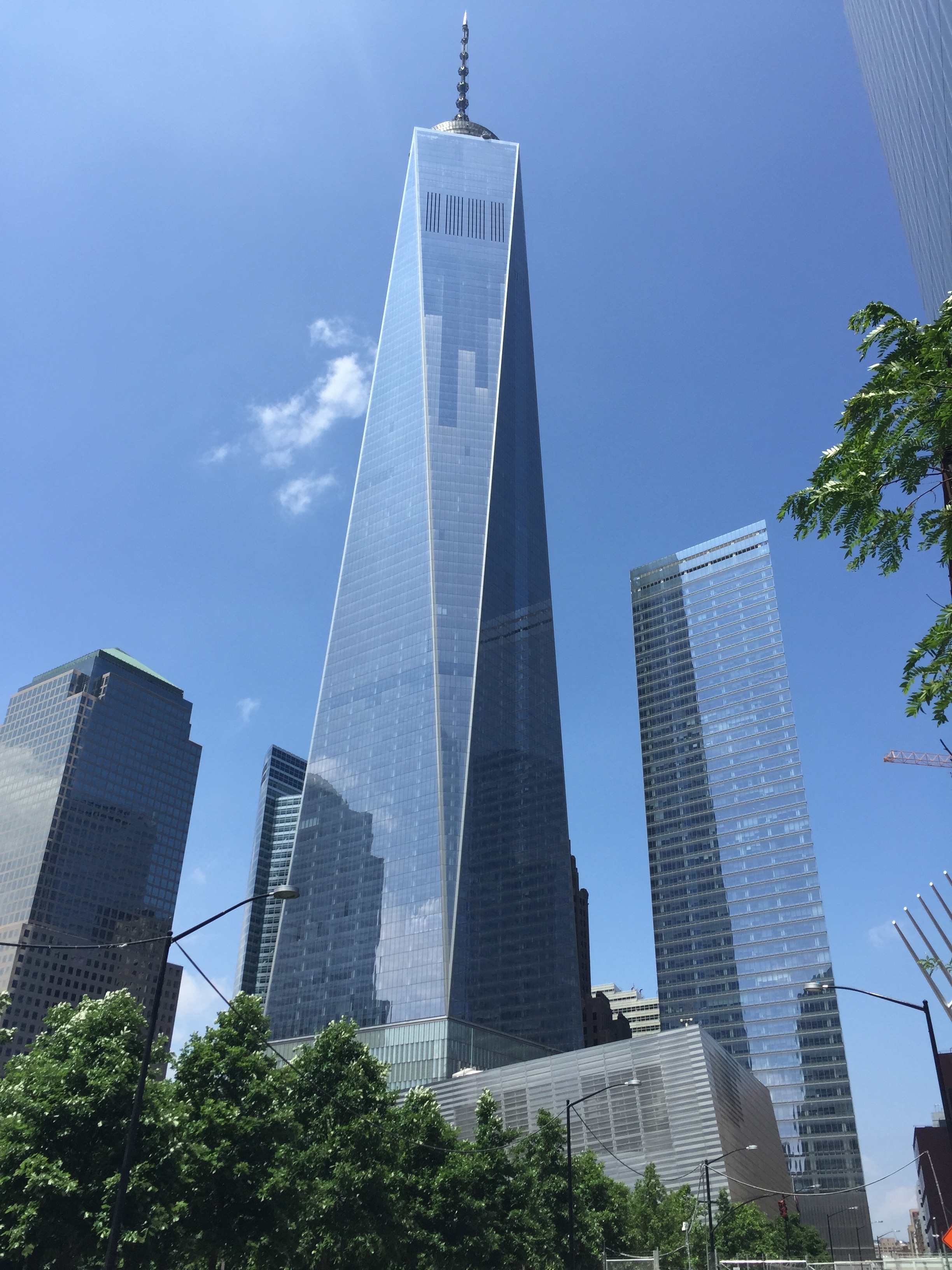
アメリカ本社が入居する1 ワールドトレードセンター

コンデナスト・パブリケーションズ（英: Condé Nast Publications）は、アメリカ合衆国・ニューヨークを発祥とする多国籍マスメディア企業。1909年にコンデ・ナストにより設立された。現在はアドバンス・パブリケーションズの子会社である。本社は、ニューヨークの1 ワールドトレードセンターとイギリス・ロンドンのアデルフィ・ビルである。他にミラノ、パリ、マドリード、東京に拠点を持つ。
コンデナストが有するブランドには、『ヴォーグ』(Vogue)、『ザ・ニューヨーカー』(The New Yorker)、『GQ』、『グラマー』(Glamour)、『アーキテクチュラル・ダイジェスト』(Architectural Digest)、『ヴァニティ・フェア』(Vanity Fair)、『ピッチフォーク』(Pitchfork)、『ワイアード』(Wired)、『ボナペティ』(Bon Appetit)などがあり、紙媒体では8,400万人以上、デジタル媒体では3億6,600万人以上、ソーシャルプラットフォームでは3億8,400万人以上の消費者が利用している。
『ヴォーグ』アメリカ版編集長のアナ・ウィンターは、コンデナスト社アメリカ本社のアート・ディレクター兼グローバル・コンテンツ・アドバイザーを務めている。同社は2011年にコンデナスト・エンターテインメントを立ち上げ、映画、テレビ、ソーシャル、デジタルビデオ、バーチャルリアリティなどを展開している。

## 歴史
ニューヨーク出身のコンデ・ナストは、1892年に創刊された『ヴォーグ』を1909年に買収し、後の雑誌王国の基礎を築いた。当初、ナストはヴォーグ社の下で雑誌を発行し、1923年に法人化した。ナストは、『ヴォーグ』をアメリカの一流ファッション誌の1つに成長させた。やがて、『ハウス・アンド・ガーデン』、『バニティ・フェア』、『グラマー』、『アメリカン・ゴルファー』などへ拡大していった。1916年には『ヴォーグ』イギリス版を発表し、コンデナスト社は既存の雑誌の海外版を発行する最初の出版社となった。
コンデナスト社は、多くの読者を対象とするのではなく、特定の社会的グループや関心事に焦点を当てた雑誌である「ライフスタイル誌」の創始者と考えられている。コンデナスト社の雑誌は、旅行、食、家庭、文化など幅広いテーマを対象としているが、中でもファッションに焦点を当てたものが多い。
ナストは1924年に自前の印刷所を開設したが、これは、より大量の雑誌を生産する体制とするために1964年に閉鎖された。世界恐慌の間、コンデナスト社は革新的なタイポグラフィー、デザイン、カラーを導入した。『ヴォーグ』は1932年に初めてフルカラー写真の表紙を掲載した。1939年に創刊された『グラマー』は、1942年に亡くなったナストが個人的に創刊した雑誌だった。
1959年、S・I・ニューハウス・シニアがコンデナスト社を500万ドルで買収した。これは、『ヴォーグ』を愛読していた妻ミッツィへの「贈り物」だったという。ニューハウスはコンデナスト社を自らが経営するアドバンス・パブリケーションズの子会社とした。彼の息子であるS・I・ニューハウス・ジュニアは、1975年にコンデナスト社の会長に就任した。
ニューハウスの下で、コンデナスト社は1959年に『ブライズ』を買収し、1936年に『ヴォーグ』と統合された『ヴァニティ・フェア』を1983年に復刊させ、1979年に『セルフ』を創刊した。

### 2000年代
2000年1月、コンデナスト社はマディソン・アベニュー350番地からタイムズスクエア4番地に新築された4 タイムズスクエアに移転し、同ビルは「コンデナスト・ビルディング」の別名で呼ばれるようになった。このビルは、当時のニューヨークでは1992年以来の超高層ビルであり、フランク・ゲーリーの設計によるカフェテリアを備えていた。このビルはタイムズスクエアの変貌にも貢献したと考えられている。
同年、コンデナスト社は、『W』と『Women's Wear Daily』(WWD)を発行するフェアチャイルド・パブリケーションズ（現在のフェアチャイルド・ファッション・メディア）をウォルト・ディズニー・カンパニーから買収した。2001年、コンデナスト社は『ゴルフダイジェスト』と『ゴルフワールド』をニューヨーク・タイムズ・カンパニーから4億3500万ドルで買収した。2006年10月31日、コンデナスト社はコンテンツアグリゲーションサイトのRedditを買収したが、後に2011年9月に完全子会社として分社化した。
コンデナスト社は、2007年8月号をもって女性誌『ジェーン』を休刊し、その後ウェブサイトを閉鎖した。コンデナスト社の最も古いタイトルの一つである『ハウス・アンド・ガーデン』アメリカ版は、2007年12月号を最後に休刊した。『ポートフォリオ』、『マドモアゼル』、『ドミノ』も同様に休刊となった。2008年5月20日、テクノロジー系の人気サイト『Ars Technica』の買収を発表した。
2009年10月5日、コンデナスト社は『クッキー』、『モダン・ブライド』、『エレガント・ブライド』の休刊を発表した。『グルメ』は2009年11月号をもって月刊誌の発行を終了したが、その後、レシピ、インタビュー、ストーリー、ビデオなどのコンテンツを提供するiPadアプリ『グルメライブ』として復活した。印刷物では、特別版や料理本のブランドとして継続している。

### 2010年代
2010年7月、ロバート・ザウアーバーグがコンデナスト社の社長に就任した。
2011年5月、コンデナスト社は大手出版社としては初めてiPad向けの定期購読を開始した。最初に利用可能になったのは『ザ・ニューヨーカー』で、現在では9つのタイトルでiPad向けの購読サービスを展開している。同月には、コンデナスト社を含むアメリカの出版社5社による合弁会社ネクスト・イシュー・メディアにより、Android端末向けの購読サービスが発表された。2011年9月、17のブランドをKindle Fireに提供すると発表した。2011年、映画、テレビ、デジタルビデオ番組を開発するために、コンデナスト・エンターテインメント(CNE)を設立した。2013年5月には、『グラマー』や『GQ』などの雑誌向けの動画を公開するためのDigital Video Networkが開設された。
2014年11月、本社をマンハッタンの1 ワールドトレードセンター内に移転した。2015年9月14日、ロバート・A・ザウアーバーグ・ジュニアがCEOに就任し、前CEOのチャールズ・H・タウンゼントが会長になることを発表した。2015年10月13日、コンデナスト社はピッチフォーク・メディアを買収したことを発表した。
2016年1月、S.I.ニューハウス・ジュニアが名誉会長に就任した。会長のチャールズ・タウンゼントが2016年末に退任し、名誉会長のS.I.ニューハウス・ジュニアは2017年10月に死去した。
2019年4月、パンドラ・メディアの元CEOのロジャー・リンチを同社初のグローバルCEOに任命した。また、雑誌『ブライド』をデジタルメディア企業のドットダッシュに売却し、同年5月には『ゴルフダイジェスト』のディスカバリー社への売却を発表した。同年6月には、『W』を新たな持株会社フューチャー・メディア・グループに売却した。

### 2020年代
2020年6月、新型コロナウイルス感染症の世界的流行を受けて、コンデナスト社の広告収入が45%減少したと報じられた。併せて、多くの出版タイトルの廃止を受けて、1 ワールドトレードセンターで同社が借りている23階分のうち6階分を転貸していたことも報じられた。

## アメリカ合衆国で発行中の雑誌・オンラインメディア

### 印刷版
- アリュール（英語版） (Allure)
- アーキテクチュラル・ダイジェスト（英語版） (Architectural Digest)
- ボナペティ (Bon Appetit)
- コンデナスト・トラベラー (Condé Nast Traveler)
- GQ
- ザ・ニューヨーカー (The New Yorker)
- ヴァニティ・フェア (Vanity Fair)
- ヴォーグ (Vogue)
- ワイアード (Wired)

### オンライン版
- Ars Technica
- バックチャンネル（英語版） (Backchannel)
- エピキュリオス（英語版） (Epicurious)
- グラマー (Glamour)
- ピッチフォーク (Pitchfork)
- ゼム（英語版） (them.)
- ティーン・ヴォーグ（英語版） (Teen Vogue)

## 休廃刊または譲渡した雑誌
- カーゴ (Cargo)
- クッキー（英語版） (Cookie)
- ディテール（英語版） (Details)
- エレガント・ブライド (Elegant Bride)
- ゴルフ・フォー・ウィメン (Golf for Women)
- ゴルフダイジェスト (Golf Digest)
- グルメ（英語版） (Gourmet)
- ジェーン（英語版） (Jane)
- ラッキー（英語版） (Lucky)
- マドモアゼル（英語版） (Mademoiselle)
- メンズ・ヴォーグ（英語版）Men's Vogue
- モダン・ブライド (Modern Bride
- ナウ・マニフェスト (NowManifest)（ブログ）
- ポートフォリオ (Portfolio)
- Style.com（英語版）
- バイタルズ・メン (Vitals Men)
- バイタルズ・ウィメン (Vitals Women)
- ワールド・オブ・ハイバーニア (World of Hibernia) [26][27]
- ウィメンズ・スポーツ（英語版） (WomenSports)
- YM（英語版）

## 合併と買収

### 買収
| 年月日         | 企業名またはブランド名             | 業種                                 | 国             | 買収価格(USD) | 出典   |
| -------------- | ---------------------------------- | ------------------------------------ | -------------- | ------------- | ------ |
| 1987年12月30日 | 『シグニチャー』 (Signature)       | 雑誌                                 | アメリカ合衆国 | —             | [ 28 ] |
| 1988年11月30日 | 『ウーマン』 (Woman)               | 雑誌                                 | アメリカ合衆国 | $10,000,000   | [ 29 ] |
| 1990年6月25日  | 『クックス』 (Cook's)              | 雑誌                                 | アメリカ合衆国 | —             | [ 30 ] |
| 1992年4月22日  | 『K-III』の定期購読者リスト        | 定期購読者リスト                     | アメリカ合衆国 | —             | [ 31 ] |
| 1993年4月20日  | Knapp Communications               | 雑誌                                 | アメリカ合衆国 | $175,000,000  | [ 32 ] |
| 1998年6月12日  | 『ワイヤード』                     | 雑誌                                 | アメリカ合衆国 | $90,000,000   | [ 33 ] |
| 2000年1月8日   | Fairchild Publications             | 雑誌・新聞                           | アメリカ合衆国 | $650,000,000  | [ 34 ] |
| 2001年9月5日   | Johansens                          | 宿泊施設ガイド                       | アメリカ合衆国 | —             | [ 35 ] |
| 2002年2月28日  | Modern Bride Group                 | 雑誌                                 | アメリカ合衆国 | $52,000,000   | [ 36 ] |
| 2002年3月28日  | Ideas Publishing Group             | 出版                                 | アメリカ合衆国 | —             | [ 37 ] |
| 2006年7月11日  | ライコスの『ワイアード・ニュース』 | オンラインニュース                   | アメリカ合衆国 | $25,000,000   | [ 38 ] |
| 2006年7月20日  | Nutrition Data                     | インターネット・サービス・プロバイダ | アメリカ合衆国 | —             | [ 39 ] |
| 2006年10月31日 | Reddit                             | ソーシャルニュース                   | アメリカ合衆国 | —             | [ 40 ] |
| 2008年4月23日  | SFO*Media                          | ウェブサイト                         | アメリカ合衆国 | —             | [ 41 ] |
| 2008年5月20日  | Ars Technica                       | ウェブサイト                         | アメリカ合衆国 | —             | [ 42 ] |
| 2012年4月11日  | ZipList                            | ウェブサイト、スマートフォンアプリ   | アメリカ合衆国 | —             | [ 43 ] |
| 2015年10月13日 | ピッチフォーク                     | ウェブサイト                         | アメリカ合衆国 | —             | [ 21 ] |

### 出資
| 年月日         | 企業名またはブランド名 | 業種 | 国             | 出資額(USD) | 出典   |
| -------------- | ---------------------- | ---- | -------------- | ----------- | ------ |
| 1988年11月29日 | Wagadon                | 雑誌 | アメリカ合衆国 | —           | [ 44 ] |
| 1994年1月19日  | 『ワイアード』         | 雑誌 | アメリカ合衆国 | —           | [ 45 ] |
| 2001年1月17日  | Ideas Publishing Group | 出版 | アメリカ合衆国 | —           | [ 46 ] |

## 日本法人
かつては日本法人として、『GQ JAPAN』などの発行社の有限会社コンデナスト・ジャパン、『VOGUE JAPAN』などの発行社の有限会社コンデナスト・パブリケーションズ・ジャパン、ウェブ事業を展開する有限会社コンデネット・ジェーピーの3社があったが、2013年1月1日に合同会社コンデナスト・ジャパンとして統合された。新コンデナスト・ジャパンは、発行社であると同時に発売社として流通に関する業務も担う。